# Epirinus gratus
Epirinus gratus là một loài bọ cánh cứng trong họ Bọ hung (Scarabaeidae).